# فاگور (تیم دوچرخه‌سواری، ۱۹۸۵–۱۹۸۹)
فاگور (انگلیسی: Fagor) یک تیم دوچرخه‌سواری در فرانسه است.
این تیم در سال ۱۹۸۵ تأسیس و در سال ۱۹۸۹ منحل شده‌است، تیم فاگور در سال ۱۹۸۹ قهرمان بخش تیمی جیرو دیتالیا شده‌است.